# Che Guevara
Ernesto "Che" Guevara (Rosario, Argentina, 14. lipnja 1928. - La Higuera, Bolivija, 9. listopada 1967.), bio je argentinsko-kubanski marksistički revolucionar i političar.
Guevara je rođen u argentinskoj građanskoj obitelji, španjolskih, baskijskih i irskih potomaka. ↓1 Prezime Guevara je baskijsko (po suvremenom pravopisu Gebara) i potječe iz Alave, Baskije (vidi: Dvorac Gebara). Završivši studij medicine putovao je Južnom Amerikom pri čemu se uvjerio u bijedu radnika i Indijanaca kriveći za to sjevernoameričke kapitaliste i autoritarne režime koje su oni podupirali. Okrenuvši se žestokom antiimperijalizmu i marksizmu, pridružio se Pokretu 26. srpnja koji je pod vodstvom Fidela Castra namjeravao izvršiti revoluciju na Kubi. Godine 1956. se s ostalima iskrcao na otok i sljedeće dvije godine - s najvišim činom, comandante - proveo u gerilskom ratovanju. Nakon pobjede revolucionara 1959. godine obavljao je državničke funkcije vezane uz gospodarstvo i bio jedan od najutjecajnijih i najpoznatijih ljudi na Kubi. Istodobno se bavio teorijom gerilskog ratovanja te planirao širenje komunističke revolucije na ostatak Južne Amerike i zemalja trećeg svijeta.
Godine 1965. napustio je Kubu i pošao u DR Kongo odakle je planirao pokrenuti afričku revoluciju. Nakon potpunog neuspjeha operacije, isto je pokušao i u Boliviji no također neuspješno: uhvaćen je i odmah pogubljen. Njegova smrt izazvala je burne reakcije u svijetu:  za vrijeme studentskih pokreta šezdesetih smatran je uzornim revolucionarom, a na Kubi i danas ima status nacionalnog junaka kao i među raznim drugim latinoameričkim ljevičarskim pokretima.

## Životopis
Ernesto Che Guevara potječe iz argentinske građanske obitelji. Otac, Ernesto Guevara Lynch, bio je iz obitelji plemićkih predaka, od čijeg je nekada velikog bogatstva ostalo samo umjereno nasljedstvo; studirao je arhitekturu i strojarstvo, ali nije diplomirao nego se posvetio poduzetništvu. Majka, Celia de la Serna, bila je iz vrlo ugledne obitelji s poviješću u visokoj politici, a zbog samovoljne odluke da se uda za Guevaru dobila je samo dio povelikog obiteljskog nasljedstva; bila je obrazovana u katoličkoj školi, ali je opisivana kao vrlo slobodoumna osoba.  
Ernesto, prvi od petero djece, rođen je 14. lipnja 1928. godine u gradu Rosario (roditelji su mu inače živjeli u Buenos Airesu). Već u dobi od dvije godine dobio je prvi napadaj kronične astme koja će ga pratiti kroz cijeli život. Zbog njegovog teškog zdravstvenog stanja obitelj je bila prisiljena preseliti u područje Cordobe koje je imalo odgovarajuću suhu klimu i toplice za plućne bolesnike. Sinova bolest zahtijevala je stalnu brigu roditelja i povelika novčana sredstva. Obitelj je preživljavala od malog prihoda s očeve farme čaja i majčinog nasljedstva;  iako su često bili u financijskim problemima održavali su životni stil više klase. Zbog životnih teškoća, temperamenta i navodnih Ernestovih izvanbračnih veza, par se često svađao. Atmosfera u domu opisivana je kao libertinska i boemska, a često su imali i brojne goste.
Zbog bolesti Ernesto je krenuo u školu tek s devet godina, preskočivši prva dva razreda; prije toga ga je majka obrazovala kod kuće i s njom je postao vrlo blizak. U razdobljima napadaja, provodio je vrijeme čitajući, uglavnom pustolovne romane, ali kad bi mu se stanje poboljšalo bavio se i raznim natjecateljskim sportovima i igrao se s ostalom djecom. Bio je društven i razmetljiv te se isticao među vršnjacima; često je provocirao i radio vragolije zbog kojih su ga odrasli smatrali neodgojenim i bezobraznim. Profesori su ga opisivali kao bistrog, ali osrednjeg učenika. Iako mu je otac bio politički aktivan i pomagao republikancima za vrijeme Španjolskog građanskog rata i Francuskom pokretu otpora za vrijeme Drugog svjetskog rata, Ernesto kao srednjoškolac nije bio posebno zainteresiran za politiku. Umjesto toga, igrao je ragbi i družio se s vršnjacima; bio je popularan među djevojkama, a smatrali su ga šaljivčinom i ekscentrikom, posebno zbog njegovog neurednog stila odijevanja. U srednjoj školi je bio dobar, ali je dobio nekoliko opomena zbog ponašanja; puno je čitao, posebno se interesirao za filozofiju i društvene teme.
Godine 1947. upisao je studij medicine. Roditelji su mu se tada rastavili i zapali u financijske poteškoće pa je usput radio honorarne poslove, nekoliko mjeseci i kao mornar; također je sudjelovao je i na neplaćenom istraživačkom radu o alergijama koje su ga jako zanimale. I dalje je puno čitao, detaljnije se upoznao s djelima Freuda i Marxa, ali politički je i dalje ostao neaktivan, čak i u naelektriziranoj atmosferi za Peronove vlasti. Volio je putovati i često bi odlazio na putovanja biciklom izvan Buenos Airesa, a jednom je motociklom nekoliko tjedana sam putovao po sjeveru Argentine. Godine 1951. je s nedovršenim fakultetom stekao certifikat medicinskog tehničara i s prijateljem Albertom Granadom se uputio na višemjesečno putovanje motorom po Južnoj Americi. Budući da su i sami bili bez novca, često su boravili u društvu siromašnih radnika i Indijanaca čija je potlačenost Ernesta uznemirivala;  za probleme siromaštva je krivio anglosaksonske imperijaliste koji su južnoameričkim narodima nametali nepovoljne gospodarske ugovore.  
Godine 1952. je položio ostatak ispita i stekao doktorsku titulu. Unatoč nezadovoljstvu roditelja koji su očekivali da se zaposli, opet se odlučio na putovanje kroz Južnu Ameriku; zanimao se za arheologiju i stare indijanske gradove. Iako je na putu lako stjecao prijatelje koji bi mu pomagali, često bi ostajao bez novca i živio u potpunoj bijedi, a astma mu je zadavala dodatne probleme. Stvari koje je vidio na putovanju dodatno su potpirivale njegovu mržnju prema SAD i United Fruit Company koji su se radi svojih gospodarskih interesa uplitali u politiku latinoameričkih zemalja, uglavnom potpomažući neomiljene autoritarne režime. Za vrijeme boravka u Gvatemali svjedočio je tamošnjoj revoluciji koja ga navela da se prikloni komunistima; u pismu tetki 10. prosinca 1953. godine napisao je: 
Tijekom puta imao sam priliku prolaziti kroz dominione kompanije United Fruit, što me još jednom uvjerilo u to koliko su zapravo užasne te kapitalističke hobotnice. Zakleo sam se pred slikom staroga i oplakivanoga druga Staljina da neću počivati sve dok ne budem svjedočio uništenju tih kapitalističkih hobotnica. U Gvatemali ću se usavršiti te postići ono što mi je potrebno da bih postao autentični revolucionar.
Ispočetka se nije uključio u komunistički pokret nego je pokušavao pronaći posao u zdravstvu i usput proučavao marksističku literaturu; sam je počeo pisati knjigu Uloga liječnika u Latinskoj Americi u kojoj se bavio problemima zdravstva. Tada je stekao i nadimak Che koji su mu dali kubanski prijatelji jer je često koristio uzvik che koji na jeziku južnoameričkih Indijanaca znači hej ti!. Nakon (od SAD-a potpomognute) invazije i preuzimanja vlasti antikomunističkih snaga Castilla Armasa, Che je bio prisiljen napustiti Gvatemalu (odbio je besplatan povratak u Argentinu i otišao u Meksiko gdje su boravili brojni drugi revolucionari). Iako nije bio značajno upleten u zbivanja u Gvatemali CIA je već tada otvorila dosje o njemu. Sklonio se u Mexico City, odakle je planirao otići na putovanje SAD-om ili Europom prije nego što se uključi u južnoameričku revolucionarnu borbu. Međutim, planovi su mu se promijenili kada je upoznao grupu kubanskih revolucionara te se sprijateljio s Raulom Castrom. Raul je bio marksist dok je njegov brat Fidel Castro, vođa Pokreta 26. srpnja, bio prvenstveno nacionalist, žestoki protivnik američkog imperijalizma. Guevara im se odlučio pridružiti; intenzivno je proučavao marksističku literaturu i političku ekonomiju te prošao vojnu obuku tijekom koje je pohvaljen zbog sposobnosti (kada su ih meksičke vlasti uhitile, jedno vrijeme je proveo i u zatvoru). Istodobno, njegova djevojka, Peruanka Hilda Gadea, ostala je trudna pa su se vjenčali; u veljači 1956. godine rodila mu je kći Hildu Beatriz.  
U studenom 1956. godine Che je zajedno s osamdesetak revolucionara prebačen na Kubu gdje su namjeravali srušiti režim Fulgencia Batiste. Iskrcavanje je prošlo jako loše: pristali su na krivom mjestu i dočekala ih je vojska. Puno revolucionara je izginulo, a Guevara je ranjen u vrat i jedva uspio pobjeći. Zajedno s jedanaestoricom drugova se sklonio u planine Sierra Maestra gdje su se regrupirali i započeli gerilski rat. Castro mu je dodijelio čin comandante (najviši u revolucionarnoj vojsci) te je zapovijedao vlastitom kolonom. Vojnici ga pamte kao vrlo strogog i nemilosrdnog; zahtijevao je potpunu disciplinu i oštro kažnjavao prijestupe, naredio je brojna strijeljanja dezertera i neprijateljskih doušnika. Budući da je i sam živio asketski i bio predan radu, suradnici su ga cijenili i postupno je stekao legendaran status. U gradskoj mreži Pokreta 26. srpnja (gdje su mnogi članovi bili antikomunisti) neke su zabrinjavala njegova radikalna marksistička stajališta; Fidel, koji je i sam počeo skretati prema ljevici, držao ga je za jednog od najbližih suradnika.  
Najznačajnija Cheova akcija bio je napad na grad Santa Clara u prosincu 1958. godine. Nakon pobjede u borbi, dana 1. siječnja 1959. godine, Batista je pobjegao u Dominikansku Republiku, a Fidel Castro postao je de facto vođa Kube. Guevara je brzo proglašen kubanskim državljaninom po rođenju zbog uloge u revoluciji, no zbog reputacije komunista Fidel mu još nije dao politički položaj nego ga je privremeno postavio na mjesto vojnog zapovjednika za zadaćom organiziranja suđenja Batistinim pristašama koji su im se zamjerili za vrijeme režima ili su bili protivnici revolucije. Presude su, međutim, bile uglavnom unaprijed određene i mnogi ljudi su strijeljani, no Cheova reputacija koju je stekao među Kubancima za vrijeme rata nije bila narušena. Istodobno je pokrenuo razvod sa suprugom Hildom (koja je preselila na Kubu i tu se zaposlila) da bi se vjenčao s Aleidom March s kojom se upustio u vezu još za vrijeme gerile i koja će mu kasnije roditi četvero djece.
Kako je Fidel konsolidirao vlast i povezao se s kubanskim komunistima i Sovjetskim Savezom, Che je dobio utjecajno mjesto u Nacionalnom institutu za agrarnu reformu i mjesto predsjednika Nacionalne banke, a kasnije i ministra industrije (prethodno je intenzivno proučavao ekonomiju i višu matematiku). Postao je jedan od najutjecajnijih ljudi u državi, no živio je vrlo skromno, odbio je četverostruko veću plaću i primao samo onu vojnog zapovjednika, a supruzi je zabranjivao bilo kakav luksuz kojim bi ga se moglo optužiti za zlouporabu položaja. Smatrao je da je za postizanje novog, komunističkog društva potrebno prvenstveno osobno žrtvovanje i poticanje moralnih vrijednosti prije materijalnih. Guevaru su mnogi smatrali primjerom tog novog čovjeka; Jean-Paul Sartre, koji ga je upoznao za vrijeme boravka na Kubi, komentirao je da "nije samo intelektualac nego i najpotpunije ljudsko biće našeg doba." U uredu bi radio danonoćno, a vikendima bi redovito sudjelovao u tjelesnom radu smatrajući da radnicima tako daje pozitivan primjer. Zbog njegovog moraliziranja u narodu je nastala fraza pazi ide Che! kojom bi se Kubanci u šali međusobno opominjali. No, ipak uživao je veliku popularnost, a suradnici, posebno oni iz doba gerile, bili su mu slijepo odani te su ga kasnije pratili na ekspedicijama u Kongo i Boliviju.  
Za vrijeme od Amerikanaca potpomognute invazije kubanskih kontrarevolucionara u Zaljevu svinja, godine 1961. Guevara po Castrovoj naredbi nije izravno sudjelovao u borbi iako je površinski ranjen u lice kada mu je vlastiti pištolj greškom opalio. Uskoro je bio jedan od glavnih zagovornika postavljanja sovjetskih nuklearnih projektila na Kubu 1962. godine što je dovelo do ruba nuklearnog rata. Guevara je kasnije ustvrdio da bi rakete bile ispaljene da su bile pod kubanskom kontrolom (još kasnije će pisati kako bi nužni treći svjetski rat protiv kapitalističkog Zapada trebao dovesti čovječanstvo do socijalističkog društva). Bio je zagovornik širenja revolucije po kubanskom modelu gerilskog rata i osobno se angažirao oko pomoći južnoameričkim komunistima i poticanju gerilskih ratova; protivio se sovjetskom pristupu mirnog suživota s kapitalističkim Zapadom. Nakon posjeta Sovjetskom Savezu, razočarao se i tamošnjim načinom života za koji je smatrao da ne odgovara pravim socijalističkim vrijednostima; kasnije, u Africi, počeo je pisati knjigu u kojoj kritizira rusku ekonomiju od Lenjina nadalje, te prognozira da su Rusija i Istočni blok s postojećom politikom osuđeni na povratak u kapitalizam. U kinesko-sovjetskom sukobu je privatno simpatizirao Mao Ce Tunga.
Godine 1965. Che je dao ostavku na sve položaje koje je držao na Kubi, odrekao se državljanstva; obitelji i bliskim prijateljima ostavio je oproštajne poruke, te na neko vrijeme nestao iz javnog života. Kružile su priče da se razišao s Castrom, no zapravo je s njegovom potporom, zajedno s nekoliko Kubanaca, u tajnosti otišao u DR Kongo kako bi pokušao poduprijeti lokalne pobunjenike u revoluciji i širenju ustanka na cijeli kontinent (isto je planirao i s Južnom Amerikom). Ekspedicija je bila potpuni promašaj: kongoanski pobunjenici su bili nedisciplinirani i bez stvarne želje za borbom; Kubanci su se brzo počeli žaliti na njih te i sami izgubili motivaciju. Nakon vojne akcije bili su prisiljeni pobjeći iz zemlje. Che se nije želio vratiti na Kubu gdje se sa svima oprostio, nego je neko vrijeme boravio u Tanzaniji i Pragu radeći na svojim dvama nedovršenim knjigama, priručnicima iz filozofije i ekonomije. Bio je u kontaktu samo s nekoliko agenata, a nakratko ga je posjetila supruga Aleida. Na kraju se u potpunoj tajnosti vratio u Havanu odakle se brzo s nekolicinom boraca uputio u Boliviju da bi tamo podigli novi gerilski ustanak. Vjerovao je da će se odatle revolucija lako proširiti po ostatku kontinenta (sam je planirao kasnije predvoditi argentinski pokret). No, zbog nedostatka potpore bolivijskih komunista i seljaka na koje je računao te efikasnosti državne vojske koja se uz američku potporu obučavala za borbu protiv komunizma, i ovaj pokušaj je završio potpunim neuspjehom. Ubrzo su Guevara i nekolicina preživjelih bili prisiljeni na bježanje od vojske pri čemu su gladovali, a njemu su nedostajali potrebni lijekovi za astmu.  
Dana 8. listopada vojska ih je okružila. U borbi je Guevara ostao razoružan i ranjen u nogu te je uhvaćen. Kratko su ga ispitivali bolivijski pukovnik Andres Selich i agent CIA-e Felix Rodriguez, američki Kubanac koji je već dugo radio na misijama protiv Castra. Brzo im je stigla naredba za njegovo pogubljenje koju je izvršio Mario Teran, bolivijski vojnik koji se za to dragovoljno javio, ogorčen jer su mu u prošloj borbi protiv gerilaca poginuli prijatelji. Guevara je ubijen iz poluautomatske puške 9. listopada 1967. godine u 13:10; imao je 39 godina. Tijelo mu je izloženo u bolnici grada Vallegrande, odsječene su mu šake (radi potvrde otisaka prstiju) i pokopan je u neoznačenom grobu kao i drugi poginuli gerilci. Na Kubi su proglašena tri dana žalosti i 8. listopada kao Dan herojske gerile. Godine 1997. otkrivena je lokacija Guevarinog groba pa su njegovi ostatci preneseni na Kubu.

## Ostavština i kritike
Iako je za mnoge junak, njegovi protivnici (prvenstveno Kubanski emigranti) smatraju ga teroristom i zločincem odgovornim za mučenje i smrt brojnih protivnika revolucije. Također ga smatraju odgovornim i za propast kubanskog gospodarstva, uzrokovanog kolapsom proizvodnje šećera i neuspješnom industrijalizacijom koju je pretjerano ambiciozno nastojao provesti kao ministar.  
Kritike ne dolaze samo od političke desnice; mnogi ljevičari, posebno anarhisti, Guevaru smatraju autoritarnim staljinistom čiji je konačni cilj bio stvaranje birokratskog i represivnog staljinističkog režima. Che je ispočetka doista bio fasciniran Staljinom, no s vremenom se udaljio i od njega i od sovjetskog komunizma. Nakon službenog posjeta Sovjetskom Savezu, početkom šezdesetih, razočarao se tamošnjim buržujskim načinom života, postao kritičan spram njihove ekonomske politike, a posebno se protivio politici suživota s kapitalističkim zemljama. Zbog toga su ga južnoameričke komunističke partije (one koje su se protivile njegovoj ideji o širenju gerilskog rata) označavale kao trockista i maoista. Pri organizaciji revolucionarnih pokreta često je tražio saveznike među komunističkim disidentima, a privatno je simpatizirao Kineze tvrdeći da njihov socijalizam ima moralni impuls za razliku od sovjetskog koji je postao isključivo materijalni.
Internetska trgovina Che-Mart izruguje se Guevarinim štovateljima na račun popularnosti raznih proizvoda s njegovim likom koji su ga pretvorili u robnu ikonu. Ističu da je ironično kako tobožnji komunisti stvaraju profit kapitalistima kupujući takve proizvode. Općenito se smatra da je poznata Cheova slika postavši dijelom popularne kulture izgubila nekadašnju simboliku. Ista trgovina također na morbidni način iskazuje svoju mržnju prema Che Guevari i Fidelu Castru.

## Djela
Ernesto Guevara autor je knjiga:
- Gerilsko ratovanje, (1960.)
- Epizode iz revolucionarnog rata, (1963.)